# Голем (фильм, 2016)
«Голем» (англ. The Limehouse Golem, дословно — „Голем Лаймхауса“) — фильм британского режиссёра Хуана Карлоса Медины, снятый по роману Питера Акройда «Дан Лено и Голем Лаймхауса» (в России был издан под американским названием «Процесс Элизабет Кри»).
Мировая премьера состоялась 10 сентября 2016 года на Международном кинофестивале в Торонто. В широкий прокат в России вышел 19 октября 2017 года.

## Сюжет
Действие фильма происходит в районе Лаймхаус викторианского Лондона 1880 года, в котором прошла серия жестоких убийств. Инспектору Килдэру, назначенному на это дело, кажется удалось напасть на след маньяка, подписывающего свои преступления Голему. Но кто он в действительности? Подозреваемые всё время меняются от амбициозного драматурга-неудачника Джона Кри до Карла Маркса. Да ещё и юная Элизабет Кри, обвиняемая в отравлении супруга, не даёт инспектору покоя. Пытаясь спасти её от виселицы инспектор Килдэр шаг за шагом приближается к разгадке, распутывая перед зрителем клубок ужасов и интриг лондонского закулисья. Среди действующих лиц и подозреваемых в убийствах представлено немало реальных исторических лиц — актёр Дан Лено, писатель Джордж Гиссинг и философ Карл Маркс.

## В ролях
- Билл Найи — Джон Килдэр
- Оливия Кук — Лиззи Кри
- Амелия Крауч — Лиззи в юности
- Дуглас Бут — Дан Лено
- Эдди Марсан — дядя
- Мария Вальверде — Авелина Ортега
- Дэниэл Мейс — Джордж Флуд
- Сэм Рид — Джон Кри
- Адам Браун — мистер Джерард
- Морган Уоткинс — Джордж Гиссинг
- Питер Салливан — инспектор Робертс
- Генри Гудмен — Карл Маркс

Первоначально планировалось, что инспектора Килдэра сыграет Алан Рикман, однако ввиду плохого состояния его здоровья съёмки были отложены, а в результате его смерти эту роль получил Билл Найи.

## Производство
Съёмочный период начался в октябре 2015 года в Уэст-Йоркшире. Съемки также проходили в Лидсе, Китли, Манчестере и Динсгейте.
Музыку к фильму написал Йохан Сёдерквист.

## Награды и номинации
Кинофестиваль в Невштале
- Лучший европейский фантастический художественный фильм — номинация